# Белоозёрная
Белоозёрная — деревня в Кошкинском районе Самарской области. Входит в состав сельского поселения Четыровка.

## География
| С-З | Казань ~ 300 км Нижний Новгород ~ 470 км                  | Киров ~ 790 км Кошки ~ 8,5 км      | Нурлат ~ 54 км Набережные Челны ~ 270 км            | С-В |
| З   | Димитровград ~ 120 км Ульяновск ~ 210 км Москва ~ 1100 км | Роза ветров                        | Бугульма ~ 240 км Октябрьский ~ 260 км Уфа ~ 440 км | В   |
| Ю-З | Тольятти ~ 150 км Сызрань ~ 240 км                        | Красный Яр ~ 95 км Самара ~ 140 км | Сергиевск ~ 82 км Бугуруслан ~ 250 км               | Ю-В |

## История
В 1973 г. Указом Президиума ВС РСФСР деревня Берёзовка переименована в Белоозёрную.

## Население
| 2010 |
| ---- |
| 285  |